# Mohamed Hankour
Mohamed Hankour (en arabe : محمد حنكور), né le 12 juillet 1946 à Ahfir au Maroc, est un peintre, illustrateur et caricaturiste algérien .

## Biographie
Après des études à l'École des beaux-arts d'Alger et à l'École nationale supérieure des beaux-arts de Paris (gravure), il est caricaturiste à Ech-Chaâb, Jeune Afrique, El Moudjahid, Algérie Actualités, El Djoumhouria, Horizons, El manchar. 
Peintre et illustrateur, caricaturiste depuis 1969, il a travaillé dans presque tous les organes de la presse algérienne et quelques journaux internationaux lors de son séjour à Paris. Il a illustré nombre de livres d'enfants et de recueils de poésie. Il a participé à la Biennale internationale de l'illustration de livres d'enfants de Bratislava (Tchécoslovaquie), et a été primé à l'exposition de la caricature politique en R.F.A et en Bulgarie.
Exposition personnelle au Centre Culturel Algérien de Paris. Il a fait partie du groupe populaire de tendance surréaliste à Paris avec des compagnons du grand maître belge René Magritte ; exposition collective avec ce groupe en 1973 à Paris. La même année, il est en Italie dans une communauté d'artistes peintres-comédiens-écrivains.
Sa première exposition en Algérie remonte au mois de septembre 1971, salle El mouggar d'Alger, exposition parrainée par son ami et maître M'Hamed Issiakhem. Il récidive dans la même salle en 1975. Première exposition à Oran en 1975. Deux années plus tard, exposition collective à Oran avec Arab et Zerrouki. D'autres expositions personnelles suivront à Oran. Mohamed Hankour a participé à de nombreuses expositions de l'UNAP à l'étranger.
Il a participé à plusieurs salons du dessin de presse de Montréal, également au Salon du dessin de presse de Carquefou en Loire-Atlantique. Ainsi qu'à l'exposition du dessin satirique de Saint-Just-le-Martel, et au festival de l'humour à Agadir au Maroc.
Mohamed Hankour a exposé dessins de presse et illustrations poétiques à Saint-Herblain en Loire-Atlantique, en hommage à ses amis assassinés, le journaliste et poète Tahar Djaout et le dramaturge algérien Abdelkader Alloula. Le musée d'Oran possède des peintures de Mohamed Hankour.

### Œuvres
- Œuvres au musée Zabana (Oran 1990-1991)

### Prix et récompenses
- 1975 Félicitations au festival de l'humour à Gabrovo (Bulgarie)
- 1984 Prix de la caricature politique (Allemagne).
- 1986 Prix de la caricature sociale au festival de la caricature et de la BD à Bordj el Kifane (Algérie)

## Publications
- 1984 Album Caricatures et idées (2 tomes) (ENAL Alger)
- 1985 Album Soleïs ou l'Ile du Grand Ordo (ENAL Alger), et  Album Fantastique soleil.